# College Football Saison 2019
Die College Football Saison 2019 war die 150. Saison im College Football in der National Collegiate Athletic Association (NCAA). Die Regular Season wurde vom 24. August 2019 bis zum 14. Dezember 2019 ausgetragen. Am 21. Dezember 2019 begann die Postseason. Diese endete mit dem Endspiel, dem College Football Playoff National Championship Game, am 13. Januar 2020 im Mercedes-Benz Superdome in New Orleans, Louisiana.

## Offseason

### Conference-Wechsel
Die Liberty Flames beendete einen Zwei-Jahres-Prozess um aus der Big South Conference der FCS in FBS zu wechseln. Mit Beginn der Saison sind sie zur Teilnahme an Bowl-Spielen berechtigt. Man tritt weiterhin als FBS Independent an.

### Regeländerungen
Für Saison 2019 wurden von der NCAA unter anderem die folgenden Regeländerungen beschlossen:
- Targeting-Strafen müssen fortan vom Videoschiedsrichter entweder bestätigt oder geändert werden. Sind nicht alle Aspekte von Targeting erfüllt, muss die Strafe zurückgenommen werden.
- Spieler die drei Targeting Strafen in einer Saison erhalten, werden für ein Spiel gesperrt.
- Mit Beginn der 5. Overtime führt jede Mannschaft eine Two-Point-Conversion von der 3-Yard-Linie aus, anstatt den Ball an der 25 Yard-Linie zu erhalten.
- Nach der 2. und 4. Overtime wird es eine Zwei Minuten Pause geben.

## Regular Season

### Kickoff-Spiele
Von Woche 0 bis Woche 3 fanden fünf Kickoff-Spiele an einem neutralen Austragungsort statt:
| Woche | Spiel                     | Austragungsort                                    | Teams                                                         | Ergebnis                            |
| ----- | ------------------------- | ------------------------------------------------- | ------------------------------------------------------------- | ----------------------------------- |
| 0     | Camping World Kickoff     | Camping World Stadium Orlando, Florida            | 8 Florida Gators (0–0) Miami Hurricanes (0–0)                 | Florida 24 Miami 20                 |
| 1     | Belk College Kickoff Game | Bank of America Stadium Charlotte, North Carolina | North Carolina Tar Heels (0–0) South Carolina Gamecocks (0–0) | North Carolina 24 South Carolina 20 |
| 1     | Advocare Classic          | AT&T Stadium Arlington, Texas                     | 16 Auburn Tigers (0–0) 11 Oregon Ducks (0–0)                  | Auburn 27 Oregon 21                 |
| 1     | Chick-fil-A Kickoff Game  | Mercedes-Benz Stadium Atlanta, Georgia            | 2 Alabama Crimson Tide (0–0) Duke Blue Devils (0–0)           | Alabama 42 Duke 3                   |
| 3     | Texas Kickoff             | NRG Stadium Houston, Texas                        | 20 Washington State Cougars (2–0) Houston Cougars (1–1)       | Washington State 31 Houston 24      |

### Top-10-Spiele
Im Rahmen der Regular Season kam es zu insgesamt acht Top-10-Spielen. Das Ranking der ersten 9 Wochen beruht auf dem AP-Poll. Ab Woche 10 wird das College Football Playoffs Ranking betrachtet.
| Spielwoche | Austragungsort                                       | Teams                                                         | Ergebnis                 |
| ---------- | ---------------------------------------------------- | ------------------------------------------------------------- | ------------------------ |
| Woche 2    | Darrell K Royal-Texas Memorial Stadium Austin, Texas | 6 LSU Tigers (1–0) 9 Texas Longhorns (1–0)                    | LSU 45 Texas 38          |
| Woche 4    | Sanford Stadium Athens, Georgia                      | 7 Notre Dame Fighting Irish (2–0) at 3 Georgia Bulldogs (3–0) | Notre Dame 17 Georgia 23 |
| Woche 6    | Ben Hill Griffin Stadium Gainesville, Florida        | 7 Auburn Tigers (5–0) at 10 Florida Gators (5–0)              | Auburn 13 Florida 24     |
| Woche 7    | Tigers Stadium Baton Rouge, Louisiana                | 7 Florida Gators (6–0) at 5 LSU Tigers (5–0)                  | Florida 28 LSU 42        |
| Woche 9    | Tiger Stadium Baton Rouge, Louisiana                 | 9 Auburn Tigers (6–1) at 2 LSU Tigers (6–0)                   | Auburn 20 LSU 23         |
| Woche 10   | TIAA Bank Field Jacksonville, Florida                | 8 Georgia Bulldogs (6–1) 6 Florida Gators (7–1)               | Georgia 24 Florida 17    |
| Woche 11   | Bryant-Denny Stadium Tuscaloosa, Alabama             | 2 LSU Tigers (8–0) at 3 Alabama Crimson Tide (8–0)            | LSU 46 Alabama 41        |
| Woche 13   | Ohio Stadium Columbus, Ohio                          | 8 Penn State Nittany Lions (9–1) 2 Ohio State Buckeyes (10–0) | Penn St 17 Ohio St 28    |

### Conference Championship Spiele
Die Saison 2019 war die zweite Spielzeit, in der in jeder Conference ein eigenständiges Championship Spiel ausgetragen wird, um den Conference-Champion zu ermitteln.
| Conference     | Datum       | Austragungsort                                    | Teams                                                                      | Ergebnis                          |
| -------------- | ----------- | ------------------------------------------------- | -------------------------------------------------------------------------- | --------------------------------- |
| Pac-12         | 6. Dezember | Levi’s Stadium Santa Clara, Kalifornien           | 13 Oregon Ducks (10–2) 5 Utah Utes (11–1)                                  | Oregon 37 Utah 15                 |
| Big 12         | 7. Dezember | AT&T Stadium Arlington, Texas                     | 7 Baylor Bears (11–1) 6 Oklahoma Sooners (11–1)                            | Baylor 23 Oklahoma 30             |
| Sun Belt       | 7. Dezember | Kidd Brewer Stadium Boone, North Carolina         | Louisiana Ragin' Cajuns (10–2) at 21 Appalachian State Mountaineers (11–1) | Louisiana 38 Appalachian State 45 |
| Mid-American   | 7. Dezember | Ford Field Detroit, Michigan                      | Miami RedHawks (7–5) Central Michigan Chippewas (8–4)                      | Miami (OH) 27 Central Michigan 21 |
| Conference USA | 7. Dezember | FAU Stadium Boca Raton, Florida                   | UAB Blazers (9–3) at Florida Atlantic Owls (9–3)                           | UAB 6 Florida Atlantic 49         |
| SEC            | 7. Dezember | Mercedes-Benz Stadium Atlanta, Georgia            | 4 Georgia Bulldogs (11–1) 2 LSU Tigers (12–0)                              | Georgia 10 LSU 37                 |
| American       | 7. Dezember | Liberty Bowl Memorial Stadium Memphis, Tennessee  | 20 Cincinnati Bearcats (10–2) 17 Memphis Tigers (11–1)                     | Cincinnati 24 Memphis 29          |
| Mountain West  | 7. Dezember | Albertsons Stadium Boise, Idaho                   | Hawaii Rainbow Warriors (9–4) 19 Boise State Broncos (11–1)                | Hawaii 10 Boise State 31          |
| ACC            | 7. Dezember | Bank of America Stadium Charlotte, North Carolina | 23 Virginia Cavaliers (9–3) 3 Clemson Tigers (12–0)                        | Virginia 17 Clemson 62            |
| Big Ten        | 7. Dezember | Lucas Oil Stadium Indianapolis, Indiana           | 8 Wisconsin Badgers (10–2) 1 Ohio State Buckeyes (12–0)                    | Wisconsin 21 Ohio State 34        |

## Bowl-Spiele
Im Vergleich zum Vorjahr wird die Anzahl der Bowl-Spiele unverändert bleiben. In der Postseason werden dadurch 78 Mannschaften zu 39 Bowl-Spielen eingeladen. Hierfür ist eine winning-percentage von .500 oder höher notwendig. Dies bedeutet bei einem Spielplan mit elf oder zwölf Spielen mindestens sechs Siege und für eine Saison mit 13 Spielen mindestens sieben Siege. Auf Grundlage des CFP-Rankings werden die Top-4-Teams in die College Football Playoffs eingeladen. Die zwei Sieger der Halbfinals qualifizierten sich für das 40-Bowl-Spiel, das College Football Playoff National Championship Game. Die Halbfinalspiele sind außerdem ein Teil der New Years Six bowls, welche die bedeutendsten Bowl Spiele umfassen. Zu diesen werden neben den Top 4 Teams weitere Teams mit hoher Platzierung im Ranking eingeladen. Mindestens ein Team muss dabei aus einer Group of Five Conference (AAC, Conference USA, Mountain-West, Mid-American, Sun Belt) stammen.

### Bowl-Berechtigungen
Von den 130 an der Saison teilnehmenden Teams waren 79 zu einer Bowl-Teilnahme berechtigt. Die Zahl der berechtigten Teams überstieg somit die Zahl der verfügbaren Bowl-Plätze, wodurch ein Team mit Berechtigung keine Einladung zu einem Bowl erhielt.

#### Bowl-berechtigte Mannschaften
- AAC (7): Cincinnati, Memphis, Navy, SMU, Temple, Tulane, UCF
- ACC (10): Boston College, Clemson, Florida State, Louisville, Miami (FL), North Carolina, Pittsburgh, Virginia, Virginia Tech, Wake Forest
- Big 12 (6): Baylor, Iowa State, Kansas State, Oklahoma, Oklahoma State, Texas
- Big Ten (9): Illinois, Indiana, Iowa, Michigan, Michigan State, Minnesota, Ohio State, Penn State, Wisconsin
- Conference USA (8): Charlotte, Florida Atlantic, FIU, Louisiana Tech, Marshall, Southern Miss, UAB, Western Kentucky
- Independent (3): BYU, Liberty, Notre Dame
- MAC (8): Buffalo, Central Michigan, Eastern Michigan, Kent State, Miami (OH), Ohio, Toledo*, Western Michigan
- Mountain West (7): Air Force, Boise State, Hawaii, Nevada, San Diego State, Utah State, Wyoming
- Pac-12 (7): Arizona State, California, Oregon, Utah, USC, Washington, Washington State
- SEC (9): Alabama, Auburn, Florida, Georgia, Kentucky, LSU, Mississippi State, Tennessee, Texas A&M
- Sun Belt (5): Appalachian State, Arkansas State, Georgia Southern, Georgia State, Louisiana

* = erhielten keine Bowl Einladung
 Vorhandene Bowl-Plätze: 78
 Bowl-berechtigte Mannschaften: 79

#### Bowl-berechtigte Mannschaften die keine Einladung erhielten
Die folgenden Teams wurden trotz Berechtigung nicht zu einem Bowl eingeladen:
- Toledo

#### Bowl-unberechtigte Mannschaften
- AAC (5): Connecticut, East Carolina, Houston, South Florida, Tulsa
- ACC (4): Duke, Georgia Tech, NC State, Syracuse
- Big 12 (4): Kansas, TCU, Texas Tech,  West Virginia
- Big Ten (5): Maryland, Nebraska, Northwestern, Purdue, Rutgers
- Conference USA (6): Middle Tennessee, North Texas, Old Dominion, Rice, UTEP, UTSA
- Independent (3): Army, New Mexico State, UMass
- MAC (4): Akron, Ball State, Bowling Green, Northern Illinois
- Mountain West (5): Colorado State, Fresno State, New Mexico, San Jose State, UNLV
- Pac-12 (5): Arizona, Colorado, Oregon State, Stanford, UCLA
- SEC (5): Arkansas, Missouri, Ole Miss, South Carolina, Vanderbilt
- Sun Belt (5): Coastal Carolina, Louisiana–Monroe, South Alabama, Texas State, Troy

Bowl-unberechtigte Mannschaften: 51

### CFP-Ranking
Ab dem 5. November, folgend auf die Spiele in Woche 10, wurde vom College Football Playoff selection committee wöchentlich ein Ranking über die Top 25 Mannschaften erstellt. Die endgültige Rangliste wurde am 8. Dezember nach den Conference Championship Spielen veröffentlicht. Die Top 4 Teams qualifizierten sich für die Teilnahme an den College Football Playoffs.
| Rank | Woche 10, 5.11.2019  | Woche 11, 12.11.2019    | Woche 12, 19.11.2019    | Woche 13, 26.11.2019     | Woche 14, 3.12.2019      | Woche 15, 8.12.2019      |
| 1    | Ohio State (8–0)     | LSU (9–0)               | LSU (10–0)              | Ohio State (11–0)        | Ohio State (12–0)        | LSU (13–0)               |
| 2    | LSU (8–0)            | Ohio State (9–0)        | Ohio State (10–0)       | LSU (11–0)               | LSU (12–0)               | Ohio State (13–0)        |
| 3    | Alabama (8–0)        | Clemson (10–0)          | Clemson (10–0)          | Clemson (11–0)           | Clemson (12–0)           | Clemson (13–0)           |
| 4    | Penn State (8–0)     | Georgia (8–1)           | Georgia (9–1)           | Georgia (10–1)           | Georgia (11–1)           | Oklahoma (12–1)          |
| 5    | Clemson (9–0)        | Alabama (8–1)           | Alabama (9–1)           | Alabama (10–1)           | Utah (11–1)              | Georgia (11–2)           |
| 6    | Georgia (7–1)        | Oregon (8–1)            | Oregon (9–1)            | Utah (10–1)              | Oklahoma (11–1)          | Oregon (11–2)            |
| 7    | Oregon (8–1)         | Utah (8–1)              | Utah (9–1)              | Oklahoma (10–1)          | Baylor (11–1)            | Baylor (11–2)            |
| 8    | Utah (8–1)           | Minnesota (9–0)         | Penn State (9–1)        | Minnesota (10–1)         | Wisconsin (10–2)         | Wisconsin (10–3)         |
| 9    | Oklahoma (7–1)       | Penn State (8–1)        | Oklahoma (9–1)          | Baylor (10–1)            | Florida (10–2)           | Florida (10–2)           |
| 10   | Florida (7–2)        | Oklahoma (8–1)          | Minnesota (9–1)         | Penn State (9–2)         | Penn State (10–2)        | Penn State (10–2)        |
| 11   | Auburn (7–2)         | Florida (8–2)           | Florida (9–2)           | Florida (9–2)            | Auburn (9–3)             | Utah (11–2)              |
| 12   | Baylor (8–0)         | Auburn (7–2)            | Wisconsin (8–2)         | Wisconsin (9–2)          | Alabama (10–2)           | Auburn (9–3)             |
| 13   | Wisconsin (6–2)      | Baylor (9–0)            | Michigan (8–2)          | Michigan (9–2)           | Oregon (10–2)            | Alabama (10–2)           |
| 14   | Michigan (7–2)       | Wisconsin (7–2)         | Baylor (9–1)            | Oregon (9–2)             | Michigan (9–3)           | Michigan (9–3)           |
| 15   | Notre Dame (6–2)     | Michigan (7–2)          | Auburn (7–3)            | Auburn (8–3)             | Notre Dame (10–2)        | Notre Dame (10–2)        |
| 16   | Kansas State (6–2)   | Notre Dame (7–2)        | Notre Dame (8–2)        | Notre Dame (9–2)         | Iowa (9–3)               | Iowa (9–3)               |
| 17   | Minnesota (8–0)      | Cincinnati (8–1)        | Iowa (7–3)              | Iowa (8–3)               | Memphis (11–1)           | Memphis (12–1)           |
| 18   | Iowa (6–2)           | Memphis (8–1)           | Memphis (9–1)           | Memphis (10–1)           | Minnesota (10–2)         | Minnesota (10–2)         |
| 19   | Wake Forest (7–1)    | Texas (6–3)             | Cincinnati (9–1)        | Cincinnati (10–1)        | Boise State (11–1)       | Boise State (12–1)       |
| 20   | Cincinnati (7–1)     | Iowa (6–3)              | Boise State (9–1)       | Boise State (10–1)       | Cincinnati (10–2)        | Appalachian State (12–1) |
| 21   | Memphis (8–1)        | Boise State (8–1)       | Oklahoma State (7–3)    | Oklahoma State (8–3)     | Appalachian State (11–1) | Cincinnati (10–3)        |
| 22   | Boise State (7–1)    | Oklahoma State (6–3)    | Iowa State (6–4)        | USC (8–4)                | USC (8–4)                | USC (8–4)                |
| 23   | Oklahoma State (6–3) | Navy (7–1)              | USC (7–4)               | Iowa State (7–4)         | Virginia (9–3)           | Navy (9–2)               |
| 24   | Navy (7–1)           | Kansas State (6–3)      | Appalachian State (9–1) | Virginia Tech (8–3)      | Navy (9–2)               | Virginia (9–4)           |
| 25   | SMU (8–1)            | Appalachian State (8–1) | SMU (9–1)               | Appalachian State (10–1) | Oklahoma State (8–4)     | Oklahoma State (8–4)     |

### New Years Six und College Football Playoffs
| Datum        | Spiel                                               | Austragungsort                                 | Teams                                         | Conference       | Ergebnis               |
| ------------ | --------------------------------------------------- | ---------------------------------------------- | --------------------------------------------- | ---------------- | ---------------------- |
| 28. Dezember | Cotton Bowl Classic                                 | AT&T Stadium Arlington, Texas                  | 17 Memphis Tigers 10 Penn State Nittany Lions | American Big Ten | Memphis 39 Penn St 53  |
| 28. Dezember | Fiesta Bowl (Playoff Halbfinale)                    | State Farm Stadium Glendale, Arizona           | 3 Clemson Tigers 2 Ohio State Buckeyes        | ACC Big Ten      | Clemson 29 Ohio St 23  |
| 28. Dezember | Peach Bowl (Playoff Halbfinale)                     | Mercedes-Benz Stadium Atlanta, Georgia         | 4 Oklahoma Sooners 1 LSU Tigers               | Big 12 SEC       | Oklahoma 28 LSU 63     |
| 30. Dezember | Orange Bowl                                         | Hard Rock Stadium Miami Gardens, Florida       | 24 Virginia Cavaliers 9 Florida Gators        | ACC SEC          | Virginia 28 Florida 36 |
| 1. Januar    | Rose Bowl                                           | Rose Bowl Pasadena, Kalifornien                | 8 Wisconsin Badgers 6 Oregon Ducks            | Big Ten Pac-12   | Oregon 28 Wisconsin 27 |
| 1. Januar    | Sugar Bowl                                          | Mercedes-Benz Superdome New Orleans, Louisiana | 7 Baylor Bears 5 Georgia Bulldogs             | Big 12 SEC       | Baylor 14 Georgia 26   |
| 13. Januar   | College Football Playoff National Championship Game | Mercedes-Benz Superdome New Orleans, Louisiana | 3 Clemson Tigers 1 LSU Tigers                 | ACC SEC          | Clemson 25 LSU 42      |